# الرمادي (دير الزور)
 الرمادي  أو البقعان كما يسميها أهلها، قرية سورية تتبع ناحية مركز البوكمال تقع عند الحدود الشرقية لناحية الجلاء قدر عدد سكانها بـ3000 نسمة سنة 2004.